# Kelly Thordsen
Pour les articles homonymes, voir Thordsen.
Kelly Thordsen, né le 19 janvier 1917 à Deadwood (Dakota du Sud) et mort le 23 janvier 1978  à Sun Valley (Californie), est un acteur américain.

## Biographie
Kelly Thordsen est mort d'un cancer à l'âge de 61 ans.

## Filmographie
- 1956 : The Desperados Are in Town de Kurt Neumann
- 1958 : La Cible parfaite de Jacques Tourneur : Harold 'Hal' Loder
- 1960 : Desire in the Dust de William F. Claxton : shériff Wheaton
- 1962 : Du silence et des ombres (To Kill a Mockingbird) de Robert Mulligan : Burly Mob Member (non crédité)
- 1965 : Les Prairies de l'honneur : agent fédéral Carroll
- 1966 : Quatre Bassets pour un danois : officier Carmody
- 1966 : La parole est au colt (Gunpoint) d'Earl Bellamy : Ab
- 1968 : Le Fantôme de Barbe-Noire (Blackbeard's Ghost) de Robert Stevenson
- 1968 : Le Virginien saison 6 épisode 13 (Execution at triste/Le tireur d'élite): Le shérif de Triste
- 1969 : Le Virginien saison 8 épisode 03 (Halfway back from hell) : Garth Meadows
- 1970 : Mannix
- 1972 : Pas vu, pas pris
- 1974 : À cause d'un assassinat de Alan J. Pakula
- 1974 : La Petite Maison dans la prairie (saison 1 épisode 9 L'Institutrice)